# Янгвуд (Пенсільванія)
Янгвуд (англ. Youngwood) — місто (англ. borough) в США, в окрузі Вестморленд штату Пенсільванія. Населення — 2975 осіб (2020).

## Географія
Янгвуд розташований за координатами 40°14′40″ пн. ш. 79°34′51″ зх. д. / 40.24444° пн. ш. 79.58083° зх. д. (40.244324, -79.580712).  За даними Бюро перепису населення США в 2010 році місто мало площу 4,98 км², з яких 4,97 км² — суходіл та 0,01 км² — водойми.

## Демографія
Згідно з переписом 2010 року, у селищі мешкало 3050 осіб у 1433 домогосподарствах у складі 787 родин. Густота населення становила 613 осіб/км².  Було 1593 помешкання (320/км²).
Расовий склад населення:
| - 97,7 % — білих - 0,8 % — чорних або афроамериканців - 0,2 % — азіатів - 0,1 % — корінних американців |

До двох чи більше рас належало 1,2 %. Частка іспаномовних становила 0,6 % від усіх жителів.
За віковим діапазоном населення розподілялося таким чином: 18,2 % — особи молодші 18 років, 64,2 % — особи у віці 18—64 років, 17,6 % — особи у віці 65 років та старші. Медіана віку мешканця становила 43,1 року. На 100 осіб жіночої статі у селищі припадало 94,8 чоловіків;  на 100 жінок у віці від 18 років та старших — 94,2 чоловіків також старших 18 років.
Середній дохід на одне домашнє господарство  становив 47 784 долари США (медіана — 42 208), а середній дохід на одну сім'ю — 60 608 доларів (медіана — 50 994). За межею бідності перебувало 14,2 % осіб, у тому числі 19,7 % дітей у віці до 18 років та 5,4 % осіб у віці 65 років та старших.
Цивільне працевлаштоване населення становило 1392 особи. Основні галузі зайнятості: роздрібна торгівля — 19,3 %, освіта, охорона здоров'я та соціальна допомога — 17,5 %, виробництво — 12,7 %, транспорт — 9,3 %.